# Oostoever Sloterplas

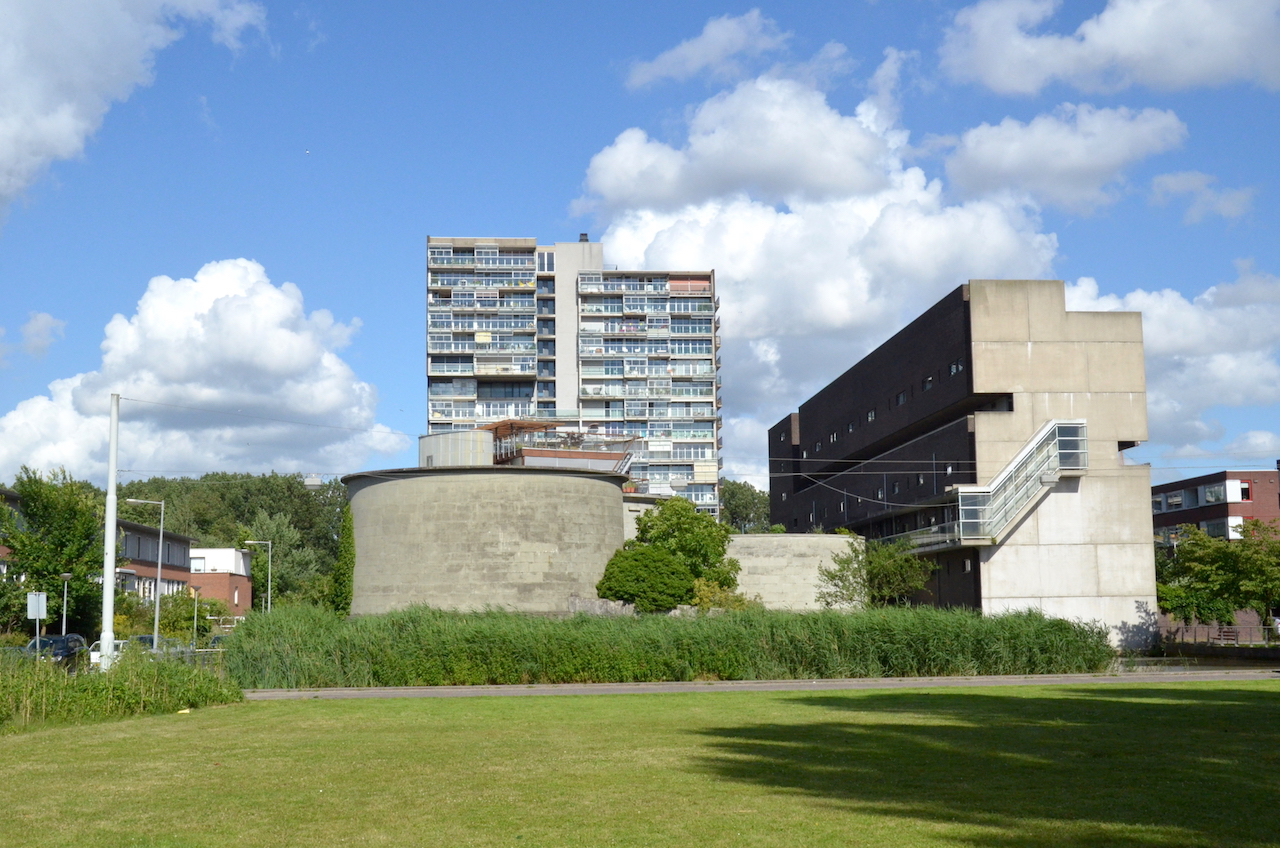
Woongebouwen 'Zuiveringspark'.

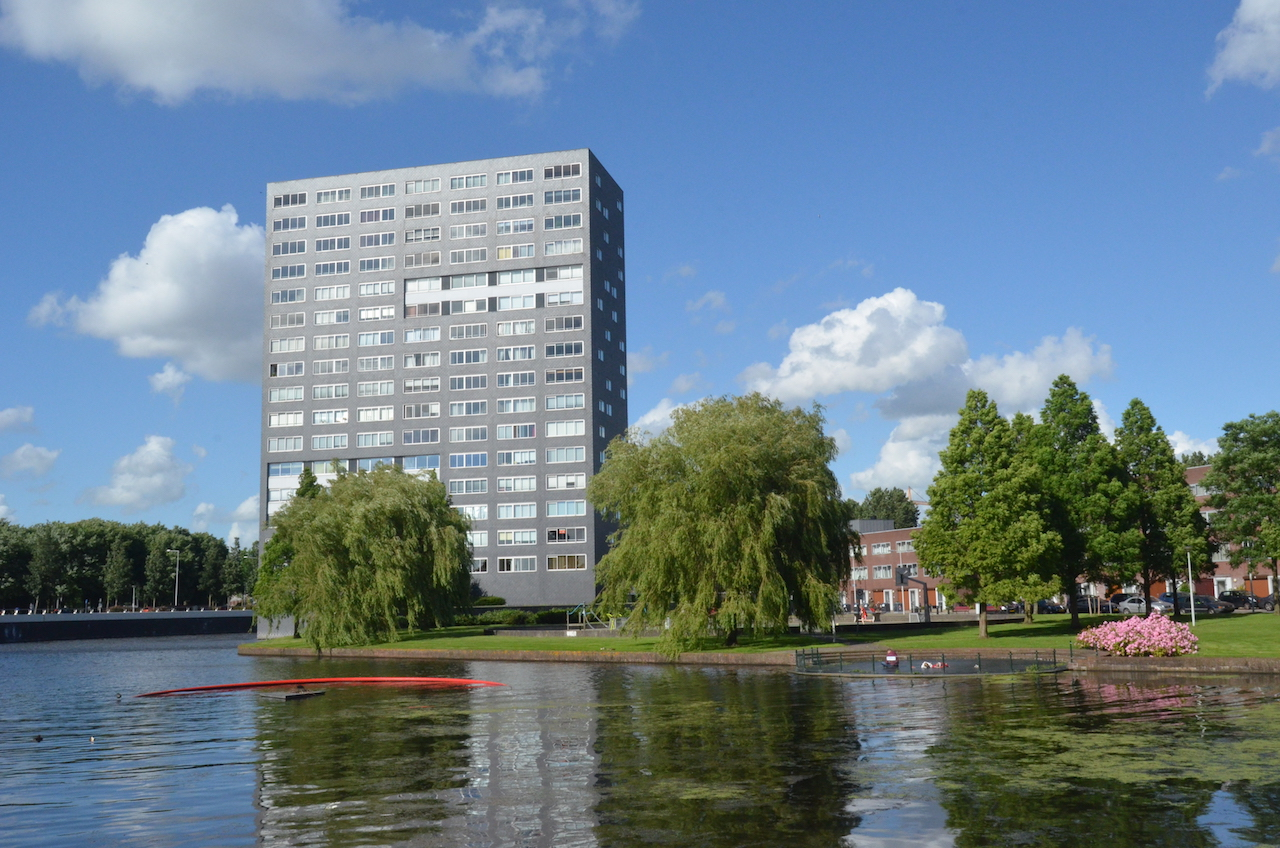
Woongebouw 'Finisterre'.

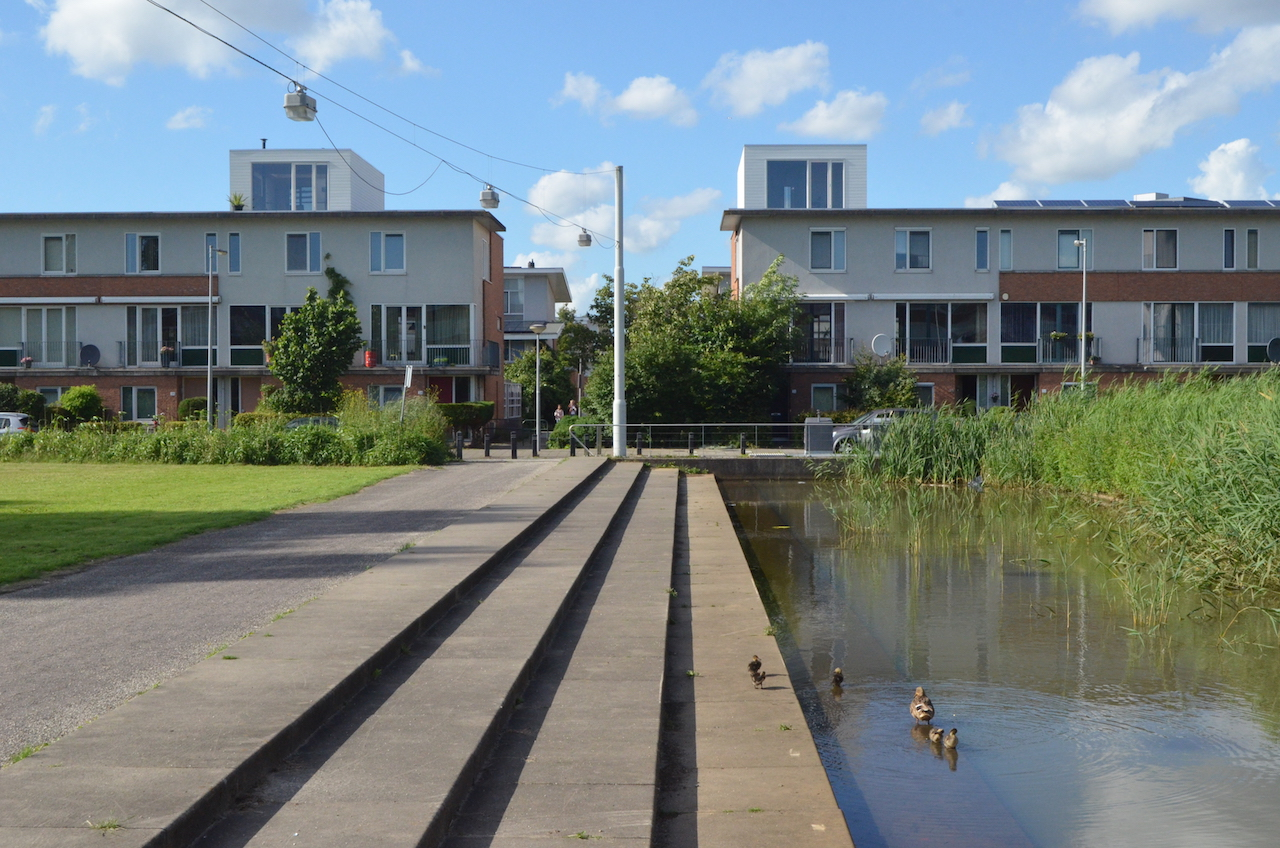
Lanenkwartier met Kröller-Müllerpark.

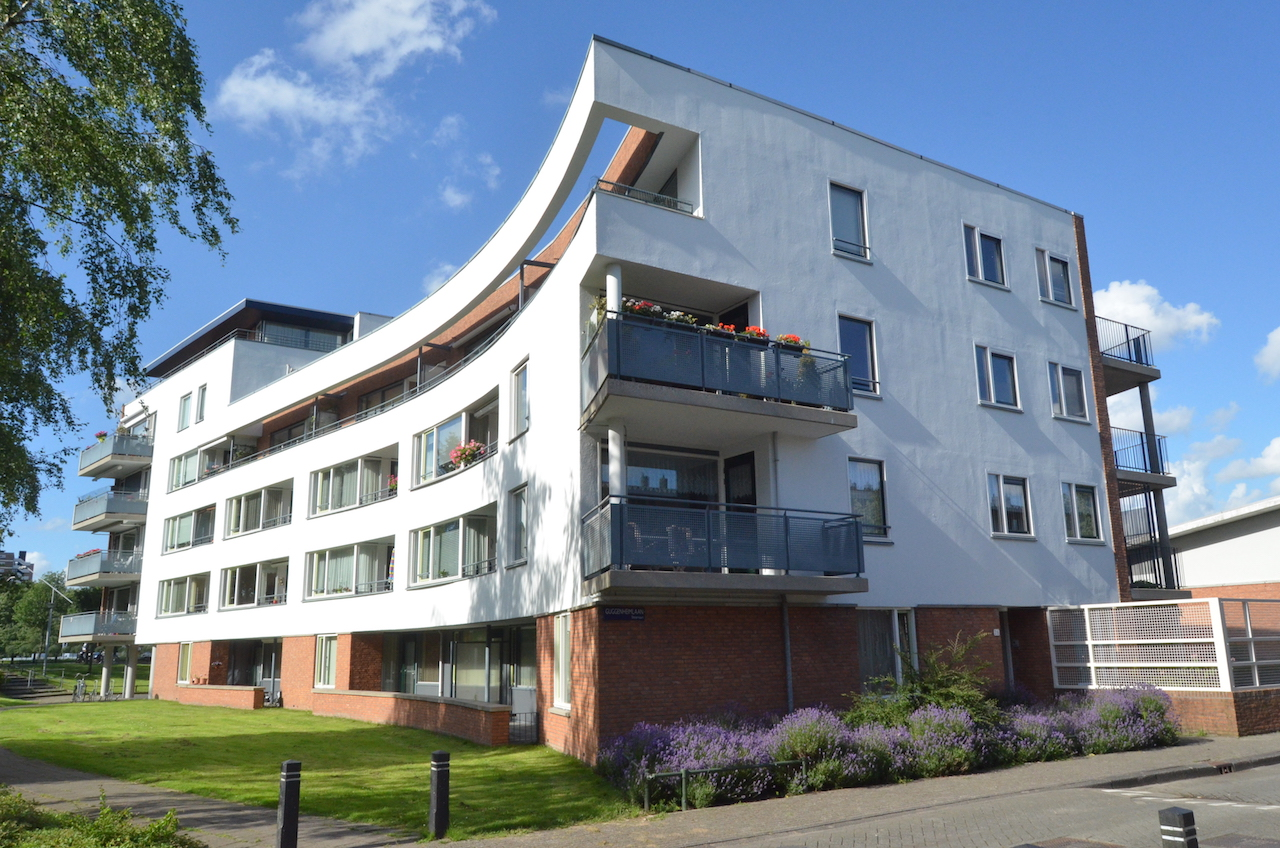
Lanenkwartier.

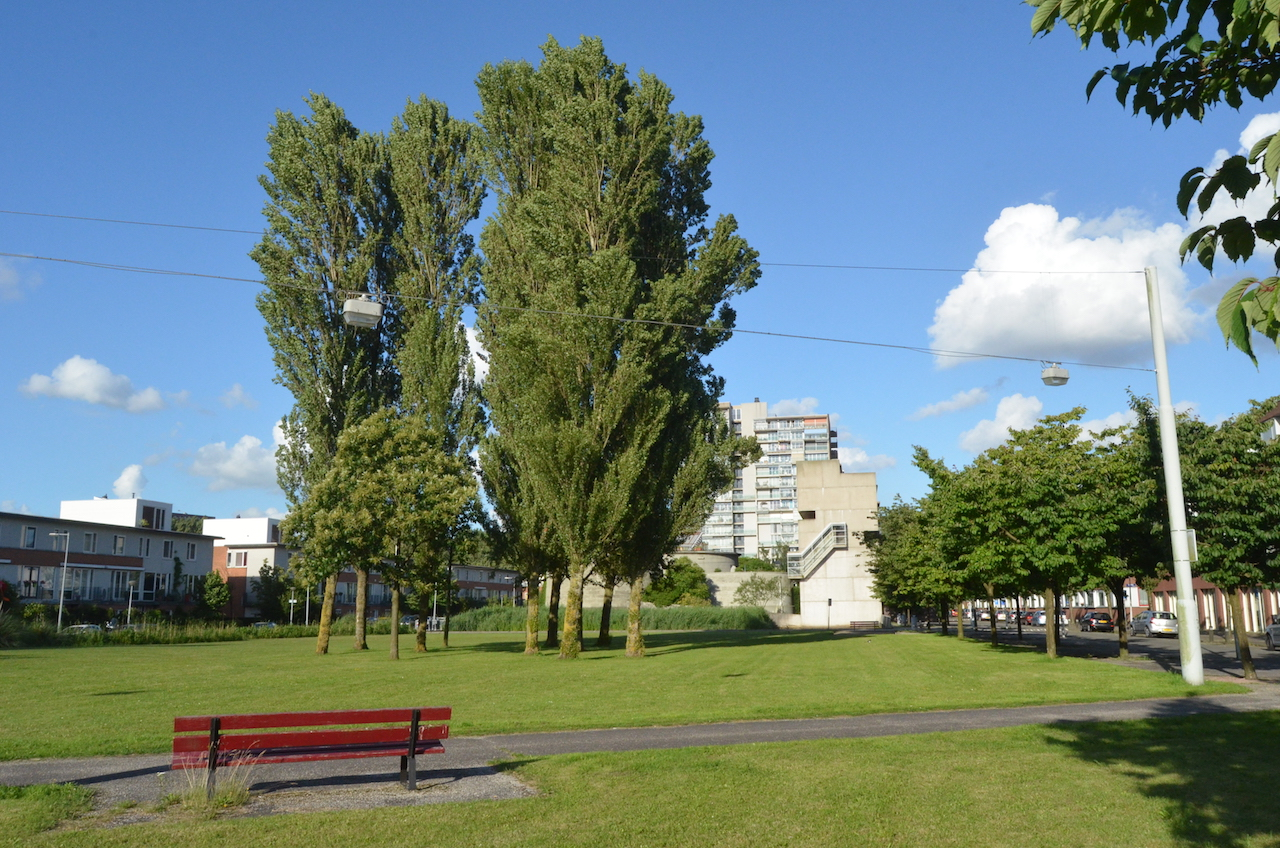
Kröller-Müllerpark.

Oostoever Sloterplas is een buurt in Amsterdam Nieuw-West.

## Ligging
De buurt is vernoemd naar de straat Oostoever, de belangrijkste verkeersroute in de buurt. Straat en buurt zijn vernoemd naar de oostelijke oever van de Sloterplas. De buurt heeft aan de oostzijde een duidelijke begrenzing in de Ringspoorbaan; aan de zuidkant is de grens de Robert Fruinlaan en het verlengde daarvan in een rechte lijn tot midden in de Sloterplas. De noordelijke grens is grilliger met een stukje Jan Evertsenstraat, dan van brug 606 naar de brug 607 en vervolgens langs de noordelijke oever van de plas tot aan de jachthaven aan de Noordzijde. De westelijke grens ligt in de Sloterplas. Ook het noordoostelijke deel van de Sloterplas maakt deel uit van de buurt.

## Bebouwing
De woonbuurt werd in de tweede helft van de jaren negentig gebouwd aan de oostelijke oever van de Sloterplas ten oosten van de straat met die naam. De buurt is ontworpen door de stedenbouwkundige Maurits de Hoog en telt ruim 1.050 woningen. Vanaf 1926 / 1954 was hier de Rioolwaterzuiveringsinstallatie West. In de jaren tachtig is deze verhuisd naar het Zeeburgereiland in Amsterdam-Oost. Twintig jaar later verhuisde de installatie naar de Australiëhavenweg het Westelijk Havengebied. De historie is duidelijk terug te vinden in de buurt. Er staat nog een aantal bassins, waarvan een deel is verbouwd tot woningen (Woongebouwen 'Zuiveringspark').

## Vier buurten, drie hoge gebouwen
Oostoever kent een viertal buurten met elk een eigen karakter. Daarnaast staan er drie hoge gebouwen.
- Tuindorp, laagbouwwoningen met daarin een groot aantal zorgwoningen voor ouderen, WIBO-woningen (Wonen In Beschermde Omgeving) en een woontoren van tien lagen. Het ontwerp voor deze buurt is vervaardigd door Duinker van der Torre Architecten en Buijs & Peterse Architecten.
- Eiland, laagbouw en woontoren 'Finisterre' van zeventien woonlagen met daaronder een parkeergarage, ontworpen door JHK Architecten.
- Lanenkwartier, vijf woonstraten met op de kop een aantal middelhoge woonvoorzieningen voor ouderen, ontworpen door Roelf Steenhuis Architekten.
- Zuiveringspark, met daarin woontoren 'Thomasvaer' van zeventien woonlagen (achttien bouwlagen), een middelhoge flat ('Pieter Nel') en twee tot woningen omgebouwde ronde waterbassins ('Dik Trom'), ontworpen door Dick van Gameren en Bjarne Mastenbroek van de Architectengroep.
- Midden in de buurt ligt het Kröller-Müllerpark.

## Straatnamen
De straten in de buurt zijn genoemd naar de volgende musea in Nederland en in het buitenland:
| - Van Abbemuseum (Eindhoven) - Alhambra (Granada) - Museum van Bommel van Dam (Venlo) - Bonnefantenmuseum (Maastricht) - Museum Boijmans Van Beuningen (Rotterdam) - Escorial (vlak bij Madrid) - Guggenheim Museum (New York) - Hermitage (Sint-Petersburg) - Hof van Versailles (Versailles, vlak bij Parijs) - Kröller-Müller Museum (Otterlo) - De Lakenhal (Leiden) - Louvre (Parijs) | - Mezquita (Córdoba) - Parthenon (Athene) - Prado Museum (Madrid) - Rietveld-Schröderhuis (Utrecht) - De Schotse Huizen (Veere) - Simon van Gijn (Dordrecht) - Singer Museum (Laren) - Teylers Museum (Haarlem) - Topkapi (Istanboel) - Trianon (lusthof in de tuinen van kasteel Versailles) - Tretjakov-Galerij (Moskou) - Uffizi (Florence) |

## Bruggen
Bij de aanleg van de buurt kwamen er vier bruggen. Brug 1888 is een duikerbug; de andere drie zijn minder herkenbaar.
| Brugummer | Type            | Waar | Afbeelding |
| --------- | --------------- | --- | ---------- |
| 1889      | duiker          | Tussen Alhambralaan en Louvrelaan; de ondergrondse duiker sluit aan op de kom van de Burgemeester Cramergracht; de brug is met het blote oog nauwelijks te zien; alleen het nummerplaatje verraadt dat hier een brug ligt; de constructie is geheel van beton. |            |
| 1890      | voetgangersbrug | Tussen Laan van Versailles en parkje; houten voetgangersbrug, voor fietsers geblokkeerd met dwarse hekken; het geheel is op betonnen pijlers geplaatst; de brug lijkt op een segment uit een cirkel                                                            |            |
| 1891      | voetgangersbrug | Tussen Tretjakovlaan en parkje; houten voetgangersbrug voor fietsers geblokkeerd met dwarse hekken; het geheel staat op betonnen pijlers; recht-toe-recht-aanbrug                                                                                              |            |

## Kunst
In de buurt werd tevens kunst in de openbare ruimte geplaatst. Een van de werken kreeg de titel mee Gestold water. Peter Schoutsen maakte hierbij gebruik van de restanten van de bassins. Het beeld Tetraëder met cirkel van Gustav Meist dat voorheen in het Open Havenfront lag, verhuisde rond 2000 naar de kom in het verlengde van de Burgemeester Cramergracht.